# Zarathos
Zarathos è un personaggio dei fumetti, creato da Roy Thomas e Gary Friedrich (testi), Mike Ploog (disegni), pubblicato dalla Marvel Comics. La sua prima apparizione avviene in Marvel Spotlight (prima serie) n. 5 (agosto 1972).
È un demone vendicativo, uno "spirito della vendetta" che entrò nel corpo di Johnny Blaze e lo fece diventare Ghost Rider.
Successivamente si scopre che Mefisto sfruttò il fuoco infernale che albergava nel corpo di Blaze, uno dei tre eredi del "medaglione del potere" (gli altri due sono Danny Ketch – secondo Ghost Rider – e il detective Badilino, alias Vendetta), per imprigionarvi Zarathos, in cui il fuoco infernale non puniva i colpevoli con il loro dolore ma bruciava le anime spedendole agli inferi, in una escalation di violenza conclusa da Blaze che riuscì a liberarsi della maledizione imprigionando il demone.

## Altri media
Nel film Ghost Rider - Spirito di vendetta (2012), Zarathos viene descritto come un "angelo inviato sulla terra per proteggere gli uomini" che "fu ingannato, sedotto, portato alla follia, trascinato all'inferno e il suo compito di proteggere gli innocenti si trasformò in un punire i colpevoli". Alla fine del film Johnny Blaze (Nicolas Cage) riesce a far emergere la parte angelica di Zarathos che riesce a prevalere sul lato oscuro.